# パークウェイ・ドライヴ
パークウェイ・ドライヴ（Parkway Drive）は、オーストラリア出身のメタルコア・バンド。

## 略歴
2003年初頭、オーストラリアのニューサウスウェールズ州バイロンベイで結成。バンド名は、彼らが練習に使用していた「Parkway House」の通りの名前に由来している。同年5月、アデレード出身のアイ・キルド・ザ・プロム・クイーンと4曲入りEP「Split CD」をリリース（各バンドが2曲ずつ収録）。これは、地元のバイロンベイ・ユースセンターで行われたバンドの初ライブを偶然見に来ていたアイ・キルド・ザ・プロム・クイーンのボーカリスト、マイケル・クラフターがスプリット・シングルの制作を提案することで実現した。
シドニーを拠点とするレジスト・レコード（Resist Records）と契約後、2004年にEP「Don't Close Your Eyes」をリリース。バンドは、ヘイトブリード、シャドウズ・フォール、アレクシスオンファイア、キマイラなど、海外のバンドのオーストラリアツアーの前座を務める。同年、オリジナルベーシストのブレット・フェルステーグが脱退し、ショーン・キャッシュに交代した。
2005年9月、デビューアルバム『Killing with a Smile』をリリース。このアルバムは、米国マサチューセッツで、キルスウィッチ・エンゲイジのアダム・デュトキエヴィッチのプロデュースのもと、わずか2週間で制作される。オーストラリアのARIAチャートで最高39位を記録。同年、ショーン・キャッシュが脱退し、バンドの長年の友人であるジア・オコナーが加入する。2006年6月、アメリカのエピタフ・レコードと契約。
2015年にリリースされた5枚目のアルバム『Ire』は、ARIAチャートで初登場1位を獲得した。
2019年、世界最大級のヘヴィ・メタル・フェスティバルであるドイツのヴァッケン・オープン・エアでヘッドライナーを務める。

## メンバー

### 現ラインナップ
- ウィンストン・マッコール（Winston McCall）- ボーカル（2003年 - ）
- ジェフ・リン（Jeff Ling）- ギター（2003年 - ）
- ルーク・キルパトリック（Luke "Pig" Kilpatrick）- ギター（2003年 - ）
- ベン・ゴードン（Ben "Gaz" Gordon）- ドラムス（2003年 - ）
- ジア・オコナー（Jia "Pie" O'Connor）- ベース（2006年 - ）

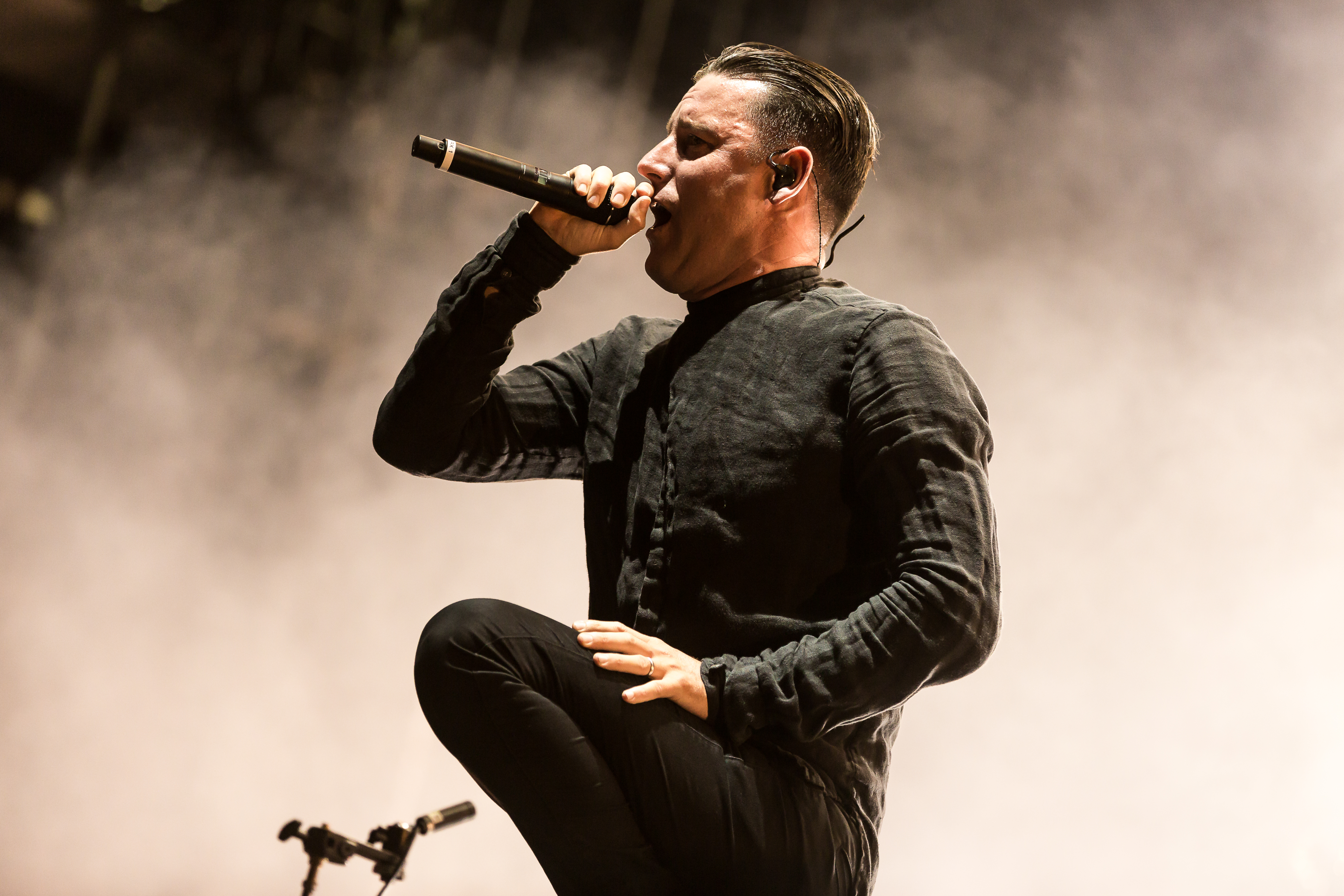
ウィンストン・マッコール
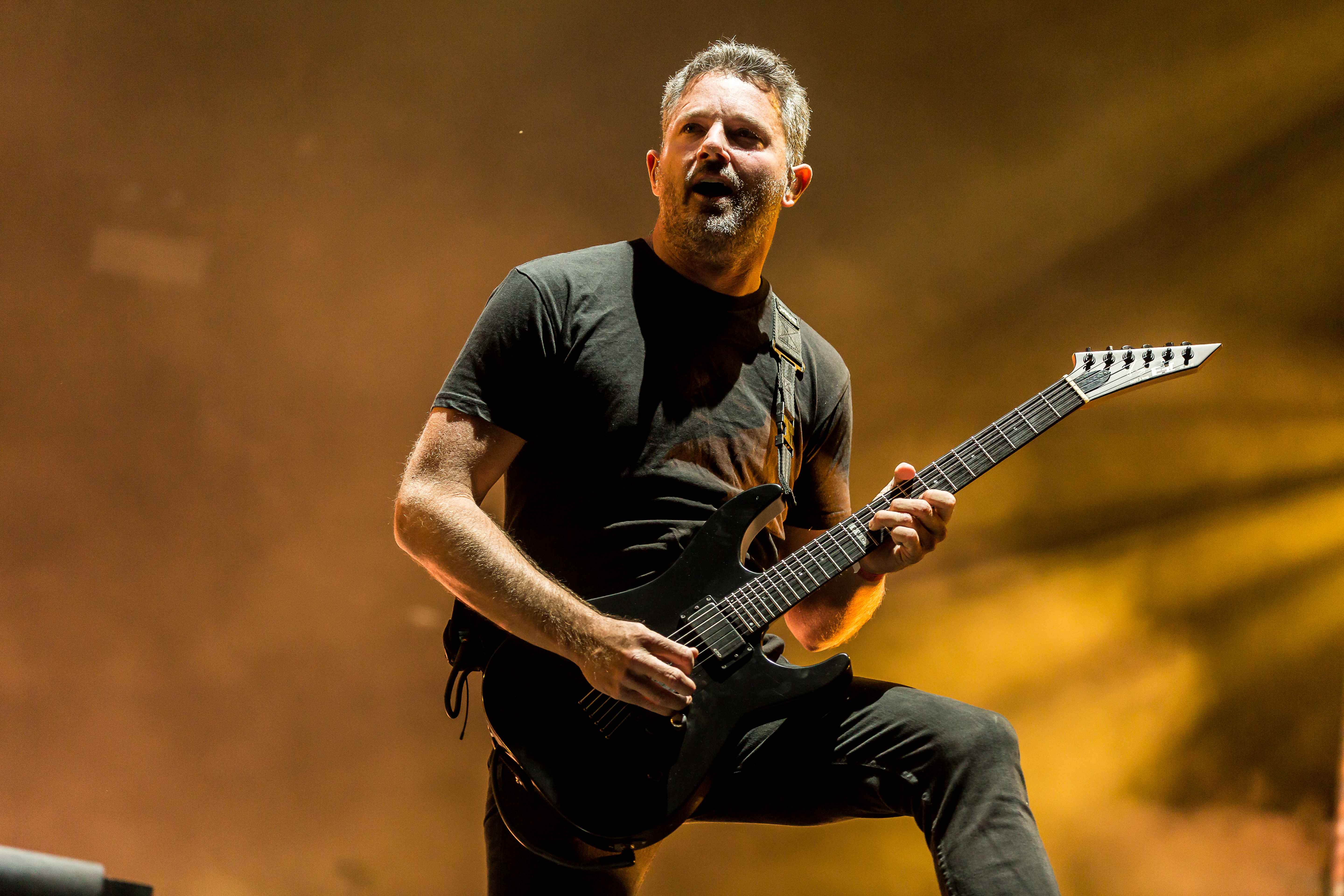
ジェフ・リン
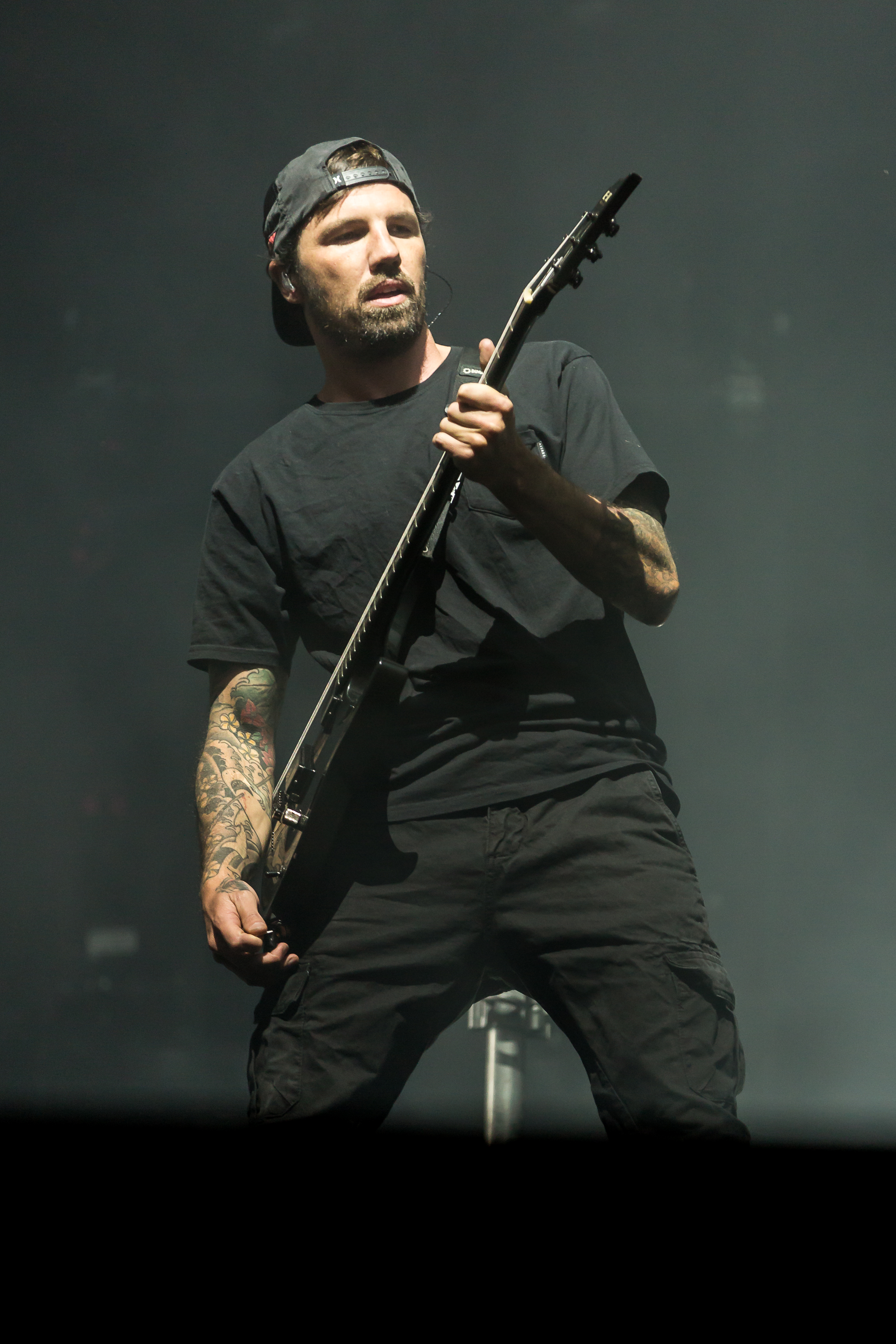
ルーク・キルパトリック
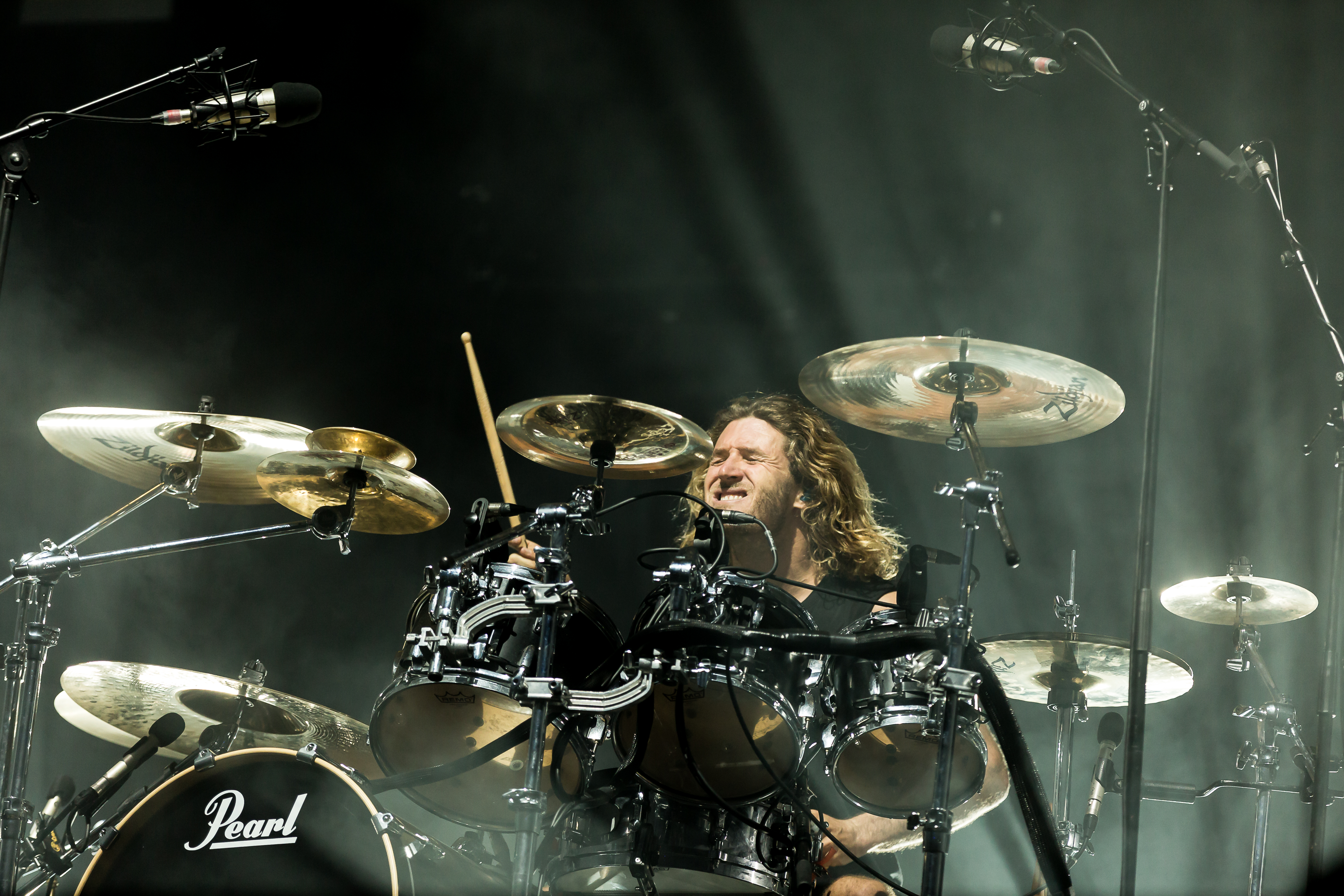
ベン・ゴードン
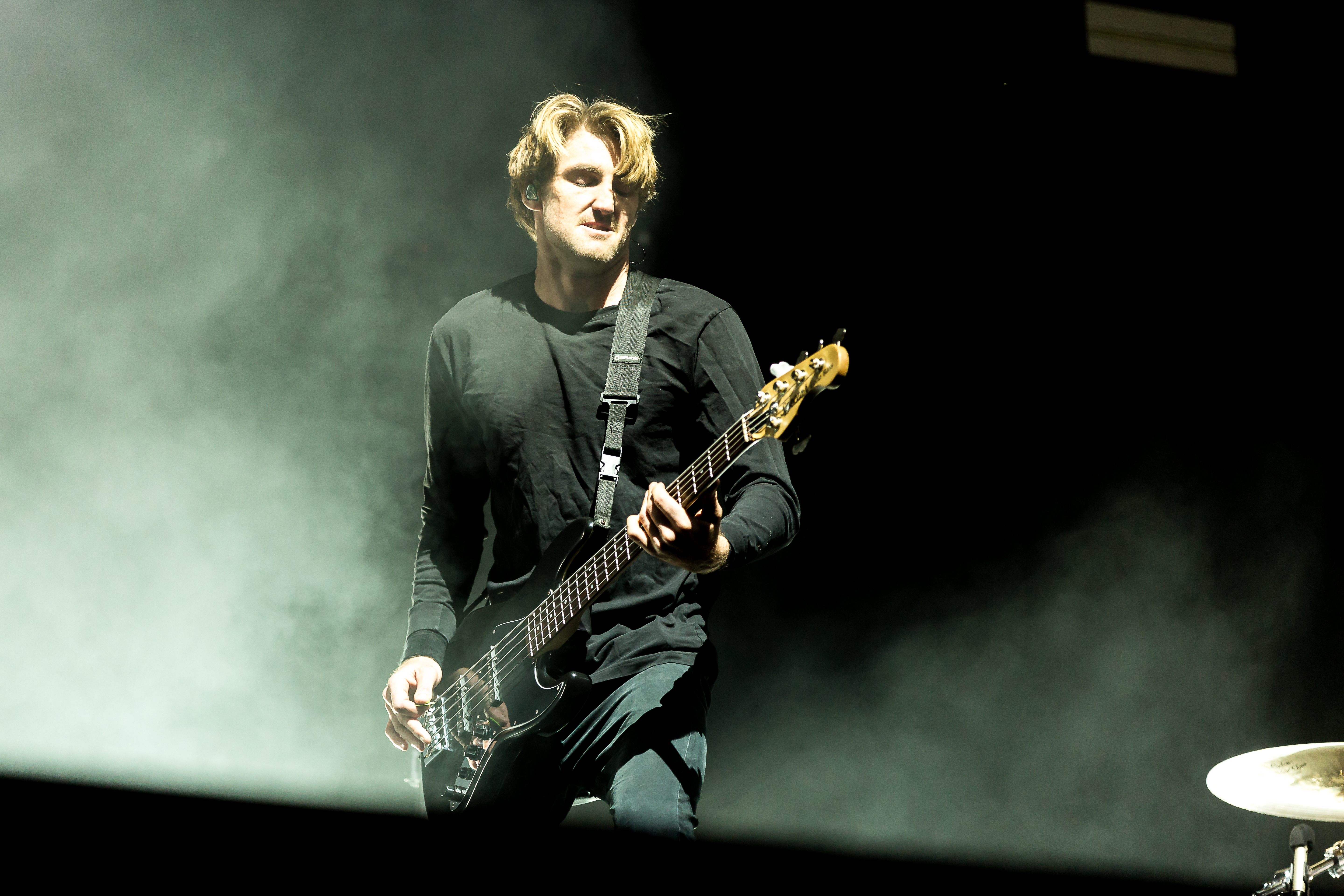
ジア・オコナー

### 旧メンバー
- ブレット・フェルステーグ（Brett "Lagg" Versteeg）- ベース、ボーカル（2003年 - 2004年 ）
- ショーン・キャッシュ（Shaun "Cashy" Cash）- ベース（2004年 - 2006年 ）

## ディスコグラフィ

### スタジオ・アルバム
- Killing with a Smile（2005年）
- Horizons（2007年）
- Deep Blue（2010年）
- Atlas（2012年）
- Ire（2015年）
- Reverence（2018年）
- Darker Still（2022年）

### ライブ・アルバム
- Viva the Underdogs（2020年）※同名のドキュメンタリー映画のサウンドトラック[11]

### EP
- Don't Close Your Eyes（2004年）

## 日本公演
- 2007年　MAGMA REAL ROCK FESTIVAL '07
  - 5月31日　東京 新宿ACBホール（MAGMA JAPAN TOUR）
  - 6月02日　横浜 横浜文化体育館
- 2009年　ALLIANCE TRAX JAPAN TOUR 2009　with Crystal Lake & Shai Hulud
  - 1月28日　大阪 心斎橋サンホール
  - 1月29日　名古屋 CLUB ZION
  - 1月30日　郡山 FREEWAY JAM
  - 1月31日　川崎 CLUB CITTA'
  - 2月01日　東京 新宿ACBホール
- 2023年　KNOTFEST JAPAN 2023
  - 4月02日　千葉 幕張メッセ
- 2025年　LOUD PARK 25
  - 10月13日　埼玉 さいたまスーパーアリーナ